# Clodius Albinus
Pour les articles homonymes, voir Albinus.
Decimus Clodius Albinus, puis Decimus Clodius Septimius Albinus (25 novembre 147 - 19 février 197) était un usurpateur romain d'origine possiblement africaine. Il fut l'un des principaux prétendants au pouvoir impérial après la mort de Pertinax, éphémère successeur de Commode, en avril 193. D'abord allié à Septime Sévère, il en fut ensuite l'ennemi et fut vaincu en 197 à proximité de Lyon. C'est en raison de cette défaite que nos connaissances sur ce personnage sont peu nombreuses et souvent suspectes. Elles reflètent sans doute d'une part les calomnies de la propagande de Septime Sévère et d'autre part les déformations des historiens sénatoriaux. Cela est particulièrement vrai de sa biographie dans le recueil anonyme dit de l'Histoire Auguste, réputé pour ses impostures et ses inventions.

## Origine et carrière
Clodius Albinus serait né le 25 novembre 147 à Hadrumète (actuelle Sousse), lieu de naissance indiqué par l'Histoire Auguste,, en Afrique romaine. En raison du caractère peu fiable de cette source, l'historien André Chastagnol a fait remarquer que cette origine ne pouvait pas être tenue pour totalement sûre. Toutefois elle a longtemps été tenue pour certaine et on a pu voir dans Albinus un Africain romanisé. François Chausson remarque que l'Histoire Auguste attribue aussi à Didius Julianus une origine à Hadrumète. L'examen de la nomenclature de Clodius Albinus l'amène à le rapprocher d'un réseau familial et sénatorial attaché à l'Italie du Nord.
Sa biographie dans l'Histoire Auguste détaille ensuite divers épisodes de sa carrière : le commandement de troupes auxiliaires, puis d'une légion sous Marc Aurèle. À ce titre, il aurait participé en 175 en Bithynie à la répression de la révolte d'Avidius Cassius. Ces informations doivent être tenues comme suspectes, car elles ne reflètent pas le déroulement ordinaire des carrières de l'époque et s'appuient sur des documents apocryphes probablement inventés par le biographe anonyme. Il s'agissait sans doute pour ce dernier de pallier son manque d'information en construisant un portrait correspondant à ses préjugés et options politiques et historiques. Il y glissa vraisemblablement aussi des allusions aux enjeux politiques de sa propre époque (l'extrême fin du IVe siècle).
Hérodien et Dion Cassius, historiens grecs du IIIe siècle de notre ère, nous offrent des informations moins abondantes mais plus sûres et souvent en contradiction avec le portrait de l'Histoire Auguste. Il est possible d'en déduire qu'Albinus est issu d'une famille sénatoriale, qu'au début des années 180 il sert en Dacie aux côtés de Pescennius Niger, autre prétendant au trône en 193, et que son consulat doit être placé vers 185-187. Clodius Albinus est par la suite nommé à la tête de la province de Bretagne — actuelle Grande-Bretagne. À ce titre il commande un effectif puissant pour une province de l'Empire : trois légions, mais qui s'étaient montré agitées et indisciplinées dans les années précédentes.

## Un prétendant à l'Empire devenu César de Septime Sévère en 193…
Lorsque Clodius Albinus apprend début 193 l'usurpation à Rome de Didius Julianus, il se révolte, tout en refusant le titre impérial que lui proposent ses troupes. Septime Sévère, révolté avec l'armée du Danube, est reconnu empereur par le Sénat romain. Septime Sévère veut d'abord se débarrasser de Pescennius Niger, également révolté en Syrie. Il s'entend donc avec Clodius Albinus, resté en Bretagne, lui accorde le titre de César et le nom de Septimius en avril 194, puis le prend comme collègue pour le consulat de l'année 194. À Rome des monnaies sont frappées qui témoigne de son association à l'Empire (voir figure 1).

## …avant d'être son ennemi, vaincu à Lyon
Une fois débarrassé de Pescennius Niger, Septime Sévère change d'attitude : en décembre 195, il fait déclarer Clodius Albinus ennemi public par le Sénat. Forcé de réagir, Clodius Albinus se fait proclamer Auguste par ses troupes en janvier 196, et débarque en Gaule. Il s'installe à Lugdunum (Lyon), contrôlant la Bretagne, les Gaules et l'Espagne. L'armée de Septime Sévère pénètre en Gaule par le Jura. Clodius Albinus est battu à Tournus puis une seconde fois à la Bataille de Lugdunum en février 197. Il se suicide pour ne pas être capturé. Les trésors monétaires découverts fortuitement ou par la recherche archéologique dans la région de Lyon attestent la violence des combats et l'effondrement des troupes de Clodius Albinus (trésor de Genas trouvé en 1826 et constitué d'environ 2 000 deniers d'Albinus, trésor de Saint-Didier-au-Mont-d'Or trouvé en 1844 avec les squelettes de soldats)[??? ref manquante].
N'ayant pas été reconnu par le Sénat romain, Clodius Albinus ne figure pas dans la liste des empereurs légitimes.

## Monnaies

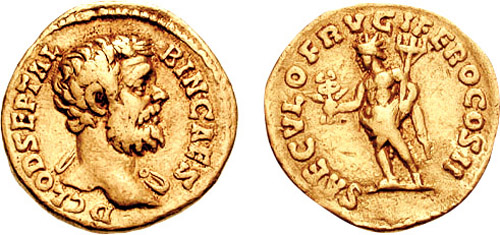
fig. 1 : monnaie de Clodius Albinus datée de 194.

Comme nous l'avons vu, le monnayage d'Albinus est double. Tout d'abord des pièces frappées à Rome en association avec Septime Sévère, le légitimant en tant que César où il est associé aux thèmes numismatiques propres à Septime Sévère. Ici (figure 1) le sæculum frugiferum annonce l'arrivée d'un siècle d'abondance et de fécondité, une période de renouveau prospère. Il n'est pas nécessaire d'y voir une référence à ses supposées origines africaines et à la titulature d'Hadrumète, car le thème du siècle fructueux n'est ni nouveau ni original. Des monnaies de la cité de Pautalia en Thrace (Varbanov, no 2 971) ont aussi été frappées avec le portrait de Clodius Albinus césar, parfois associé à celui de Septime Sévère. Au revers on voit un dieu serpent que l'on a pu identifier à Glycon. Quoi qu'il en soit il n'y a pas de rapport nécessaire entre ce thème de revers et Albinus car il était déjà utilisé à Pautalia sous Commode.
Dans un second temps des monnaies frappées pour son propre compte après la rupture avec Sévère, pour beaucoup à Lyon, en général des deniers (figure 2). Il y porte le titre d'Auguste. Les thèmes abordés aux revers reflètent bien sa position. Le thème de l'Æquitas reprend un thème de Pertinax, mais peut sembler aussi un appel en direction du sénat et une attaque contre le changement d'attitude de Sévère. La fidélité des légions (Fides), avec des mains jointes devant une aigle légionnaire convient bien à une période de guerre civile, où il faut d'abord s'appuyer sur ses soldats et prévenir les trahisons. Le type du génie de Lugdunum, avec le génie de la ville couronné de tours, se tenant debout avec un sceptre et une corne d'abondance, illustre bien la place importante qu'avait pris la capitale des Gaules dans sa partie de l'Empire et son utilisation comme atelier monétaire. Clodius Albinus y fit même frapper des as.